# زولت بولوسكي
زولت بولوسكي (بالمجرية: Pölöskei Zsolt)‏ هو لاعب كرة قدم مجري في مركز الوسط، ولد في 19 فبراير 1991 في بودابست في المجر. لعب مع نادي بودابست ونادي مول فيهيرفار.

## وصلات خارجية
- زولت بولوسكي على موقع قاعدة بيانات كرة القدم.إي يو (الإنجليزية)
- زولت بولوسكي على موقع Soccerway.com (الإنجليزية)
- زولت بولوسكي على موقع عالم كرة القدم.نت (الإنجليزية)